# Fredette Lake
Fredette Lake är en sjö i Kanada.   Den ligger i provinsen Saskatchewan, i den centrala delen av landet, 2 700 km nordväst om huvudstaden Ottawa. Fredette Lake ligger 318 meter över havet. Arean är 6,0 kvadratkilometer. Den sträcker sig 4,0 kilometer i nord-sydlig riktning, och 4,1 kilometer i öst-västlig riktning.
Trakten runt Fredette Lake är nära nog obefolkad, med mindre än två invånare per kvadratkilometer.